# Kletten-Labkraut
Das Kletten-Labkraut (Galium aparine), auch Klebkraut, ist eine Pflanzenart aus der Gattung der Labkräuter (Galium) innerhalb der Familie der Rötegewächse (Rubiaceae). Sie ist ein wirtschaftlich bedeutendes Ackerunkraut, wächst aber auch in Hecken, Säumen und in Wäldern. Dieser Spreizklimmer klimmt mit seinen Borstenhaaren an anderen Pflanzen empor.

## Beschreibung

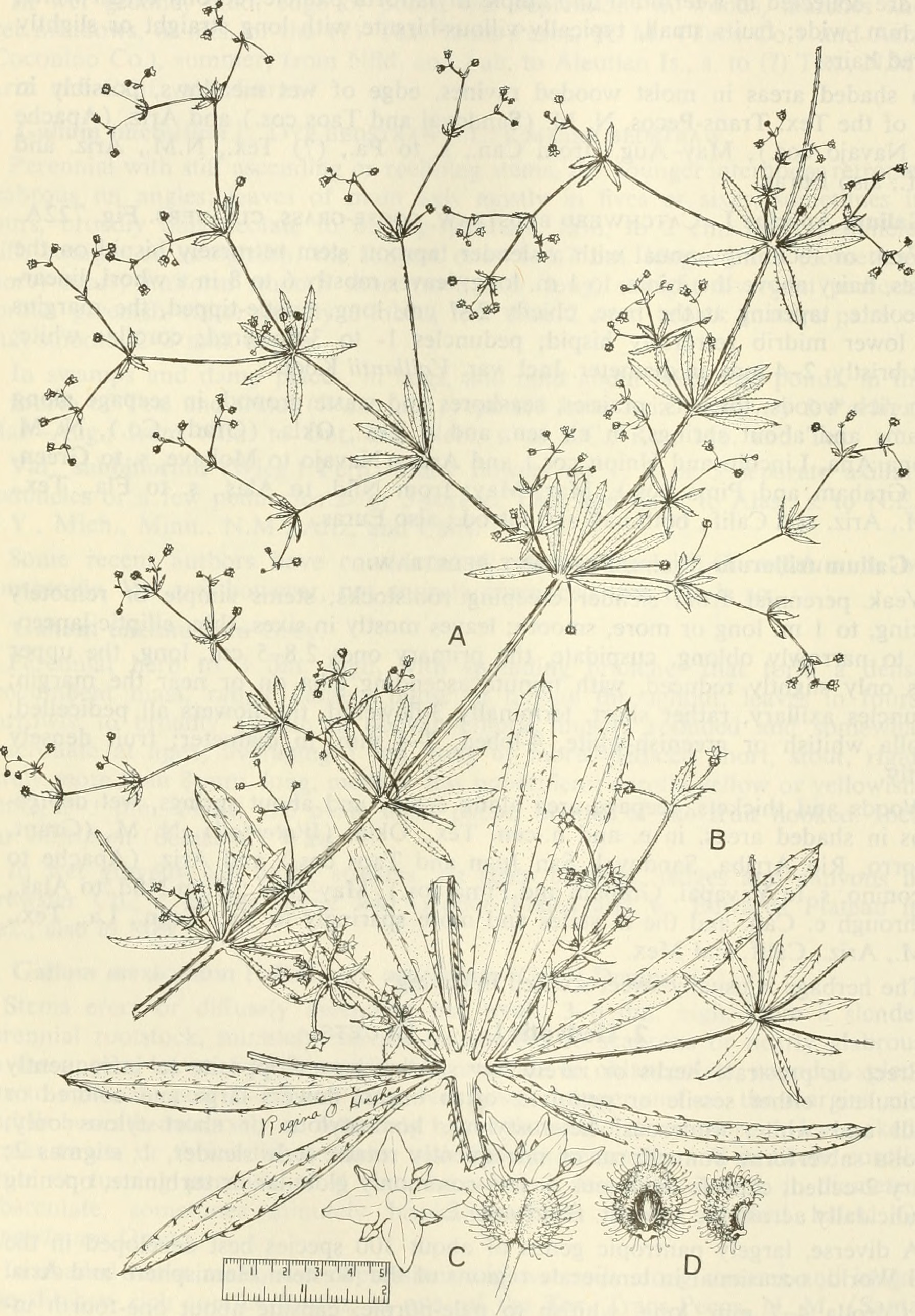
Illustration aus Donovan Stewart Correll, Helen B. Correll: Aquatic and wetland plants of southwestern United States, 1972

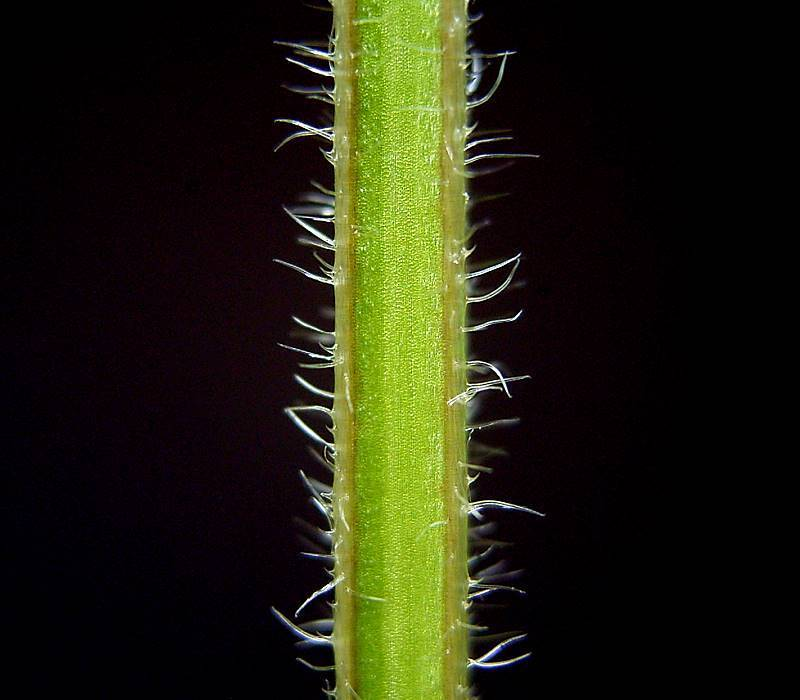
Vierkantiger Stängel mit Stachelborsten

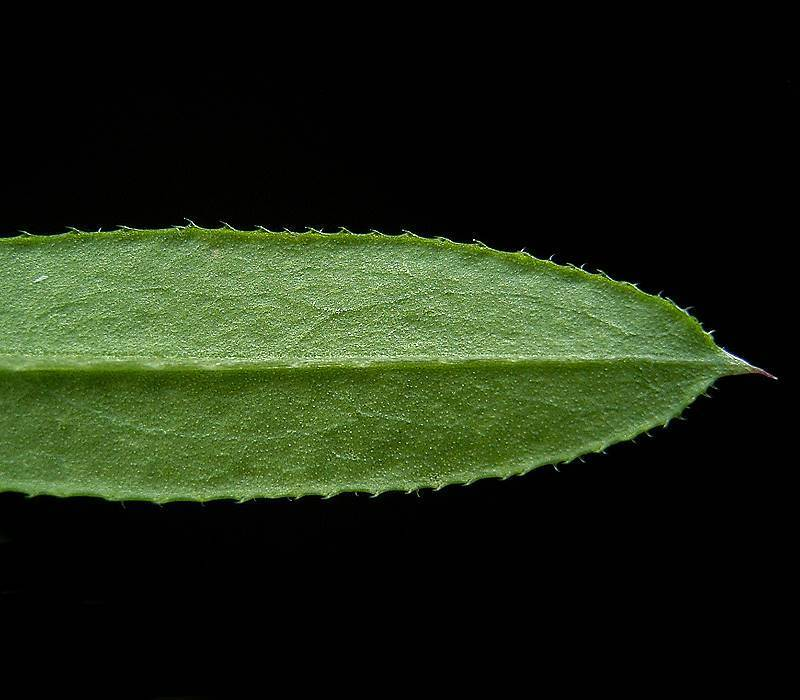
Blatt von unten – deutlich zu erkennen die Borsten am Blattrand

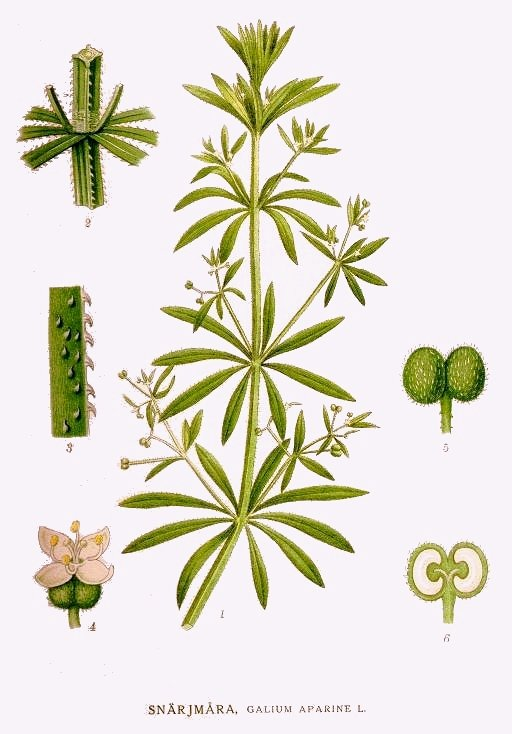
Illustration

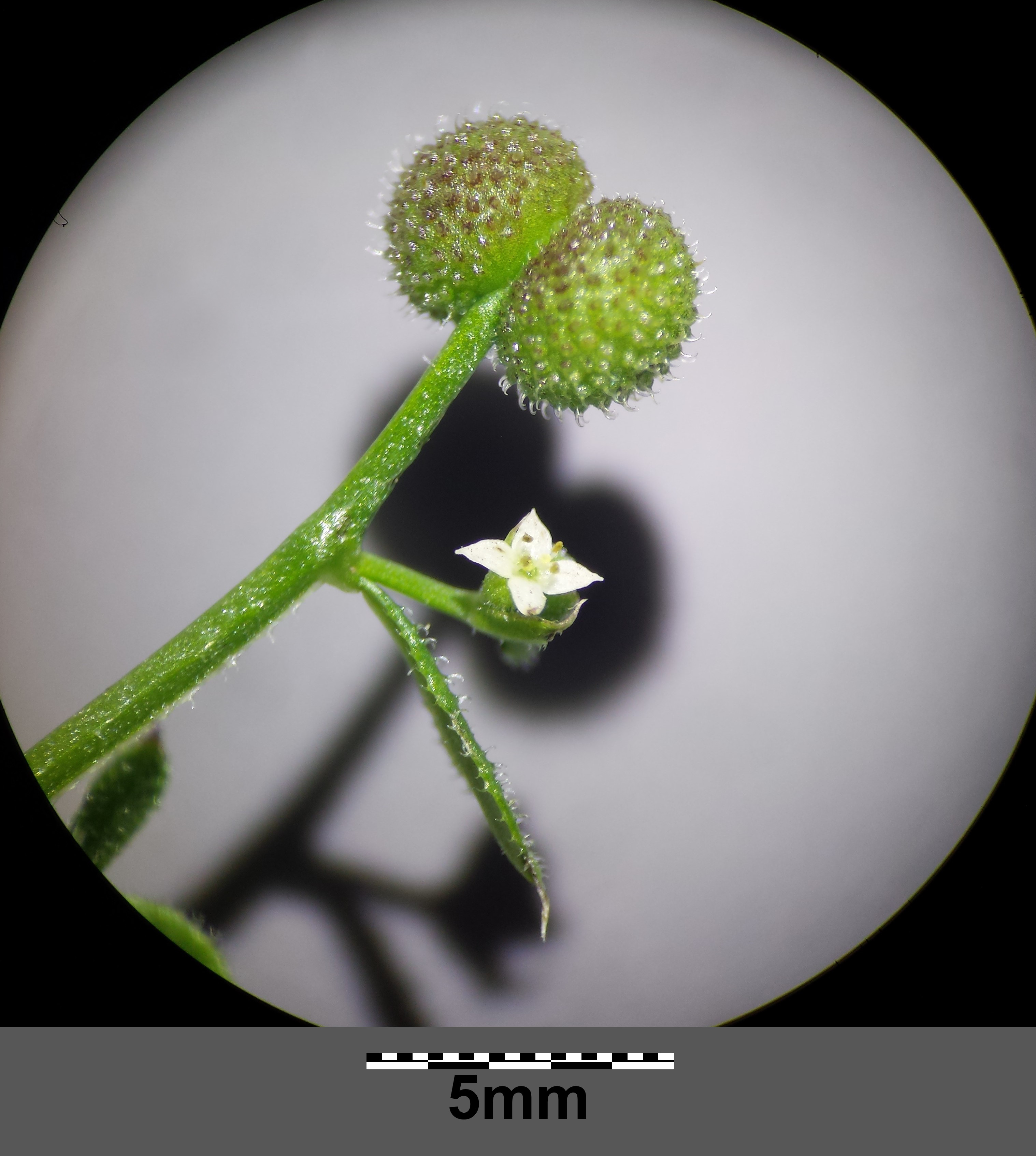
Blüten- bzw. Fruchtstand

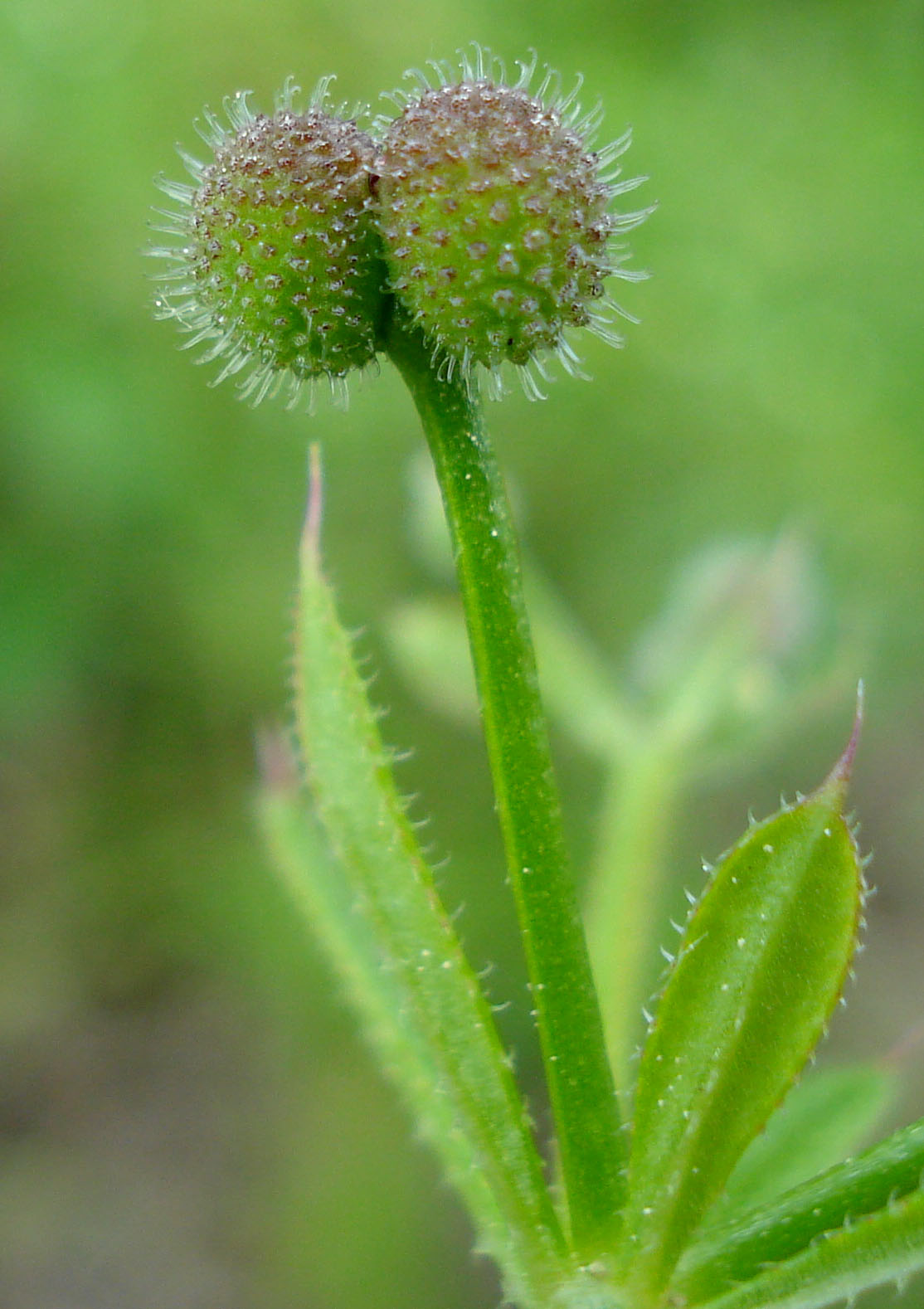
Früchte

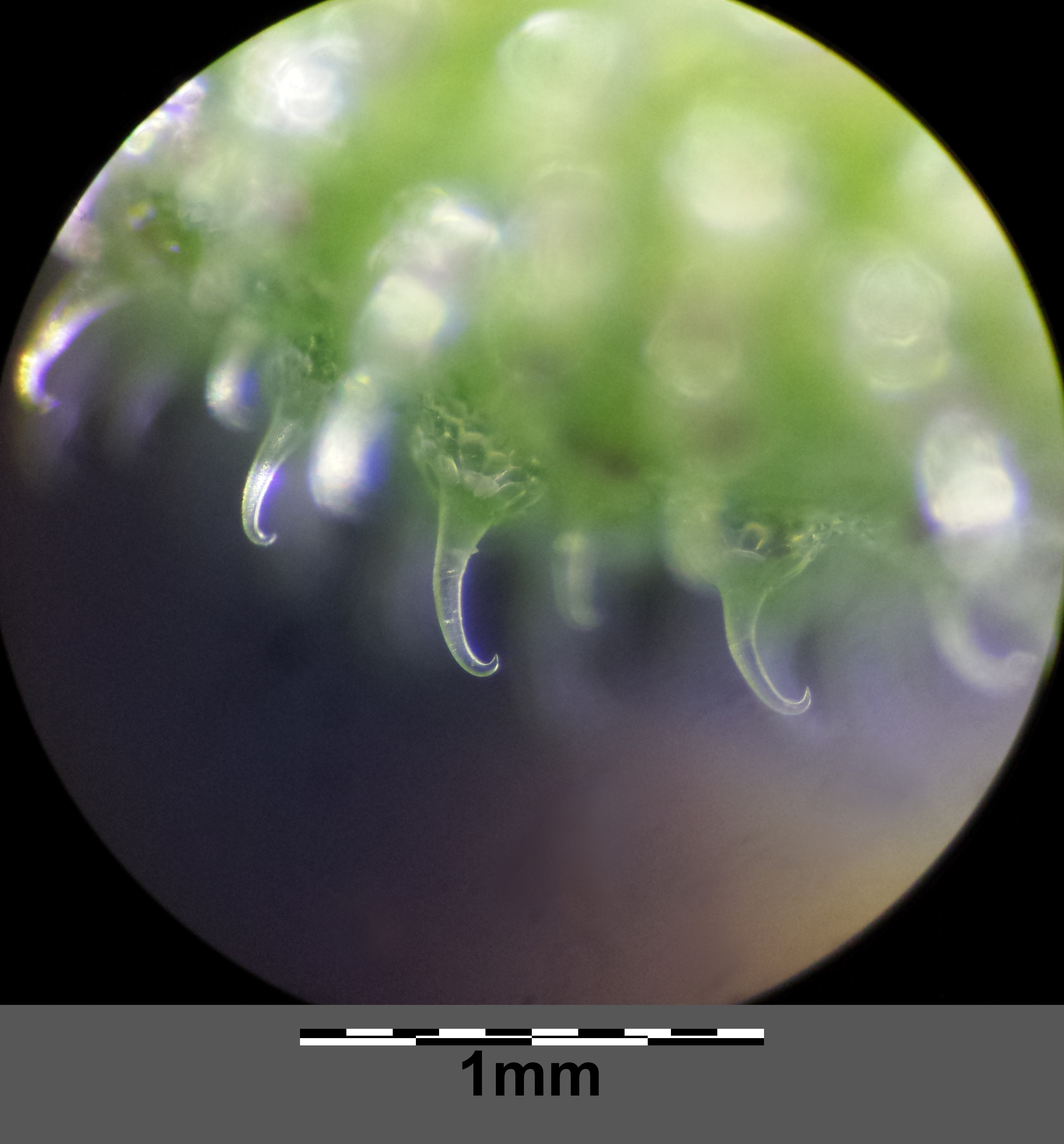
Die Früchte sind mit Hakenborsten besetzt, die auf papillösen Höckern stehen.

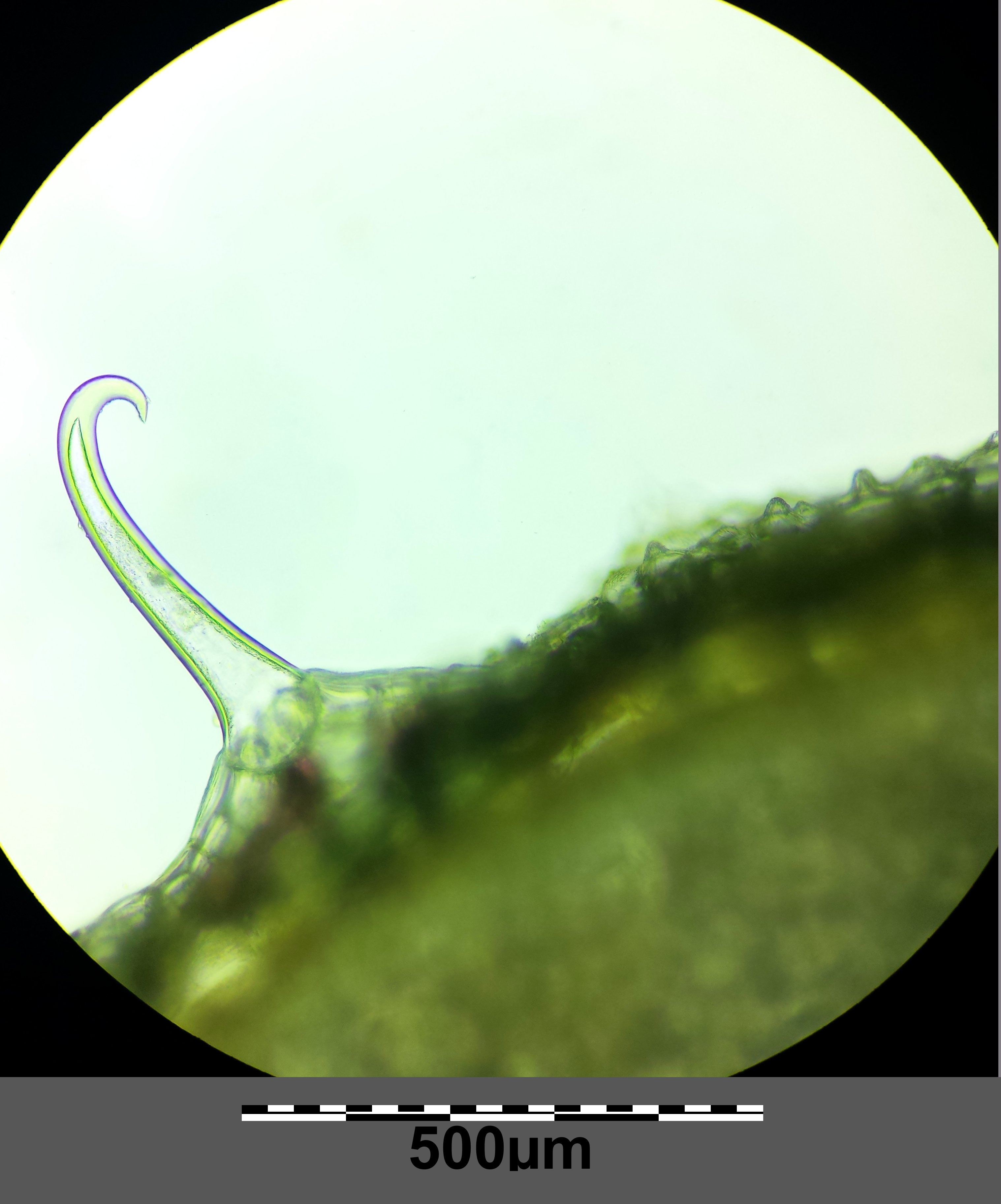
Oberfläche einer Frucht mit Hakenborste und spitzen Papillen

### Vegetative Merkmale
Das Kletten-Labkraut ist eine einjährige krautige Pflanze, deren niederliegende oder – häufiger – klimmend aufsteigende Stängel meist 50 bis 150 (15 bis 300) Zentimeter lang und wenig verzweigt sind.  An den Knoten sind sie behaart. Die vierkantigen Stängel besitzen an den Kanten rückwärts gerichtete Stachelborsten.
Die Blätter stehen zu sechst bis neunt in Quirlen. Die einadrigen Blätter sind bei einer Länge von 12 bis 60 Millimeter sowie einer Breite von 3 bis 8 Millimetern lanzettlich bis elliptisch. An der Blattoberseite sind spitzenwärts gerichtete Borsten und am Blattrand rückwärts gerichtete Stacheln vorhanden. Die Blattspitze trägt eine Stachelspitze.
Das Wurzelsystem ist – charakteristisch für einjährige Pflanzen – nur schwach ausgebildet. Die Wurzeln reichen bis 35 Zentimeter tief.

### Blütenstände und Blüten
Die Teilblütenstände stehen in den Achseln von laubblattähnlichen Tragblättern, überragen diese und bestehen aus zwei bis fünf Blüten, die eine Trugdolde bilden.
Die zwittrigen Blüten sind vierzählig. Der Kelch ist zu einer Ringwulst reduziert. Die vier Kronblätter sind kurz verwachsen, aber es fehlt eine deutliche Kronröhre. Die weißliche Blütenkrone ist 1,5 bis 2 Millimeter breit und besitzt vier spitze Kronlappen. Es gibt vier Staubblätter. Zwei Fruchtblätter sind zu einem Fruchtknoten verwachsen. Die zwei Griffel sind am Grund verwachsen und tragen kopfige Narben.

### Früchte
Die Trockenfrüchte sind 3 bis 5 Millimeter lang, dabei immer größer als die Krone. Die oliv- oder purpurfarbenen Früchte sind dicht mit borstigen Haken besetzt. Die zwei Teilfrüchte sind Spaltfrüchte, enthalten je einen Samen und sind kugelig. Die Früchte wiegen 7 bis 9 Milligramm und die Samen rund 3,7 Milligramm.

### Chromosomensatz
Die Chromosomengrundzahl der Gattung Galium beträgt x = 11. Die Art Galium aparine umfasst tetraploide, hexaploide und oktoploide Cytotypen mit 2n = 42, 44, 66, 88. Fischer bezeichnet die Art als hexaploid. Beobachtungen von 64 Chromosomen werden als Ergebnis der Fusion von zwei Chromosomen gedeutet.

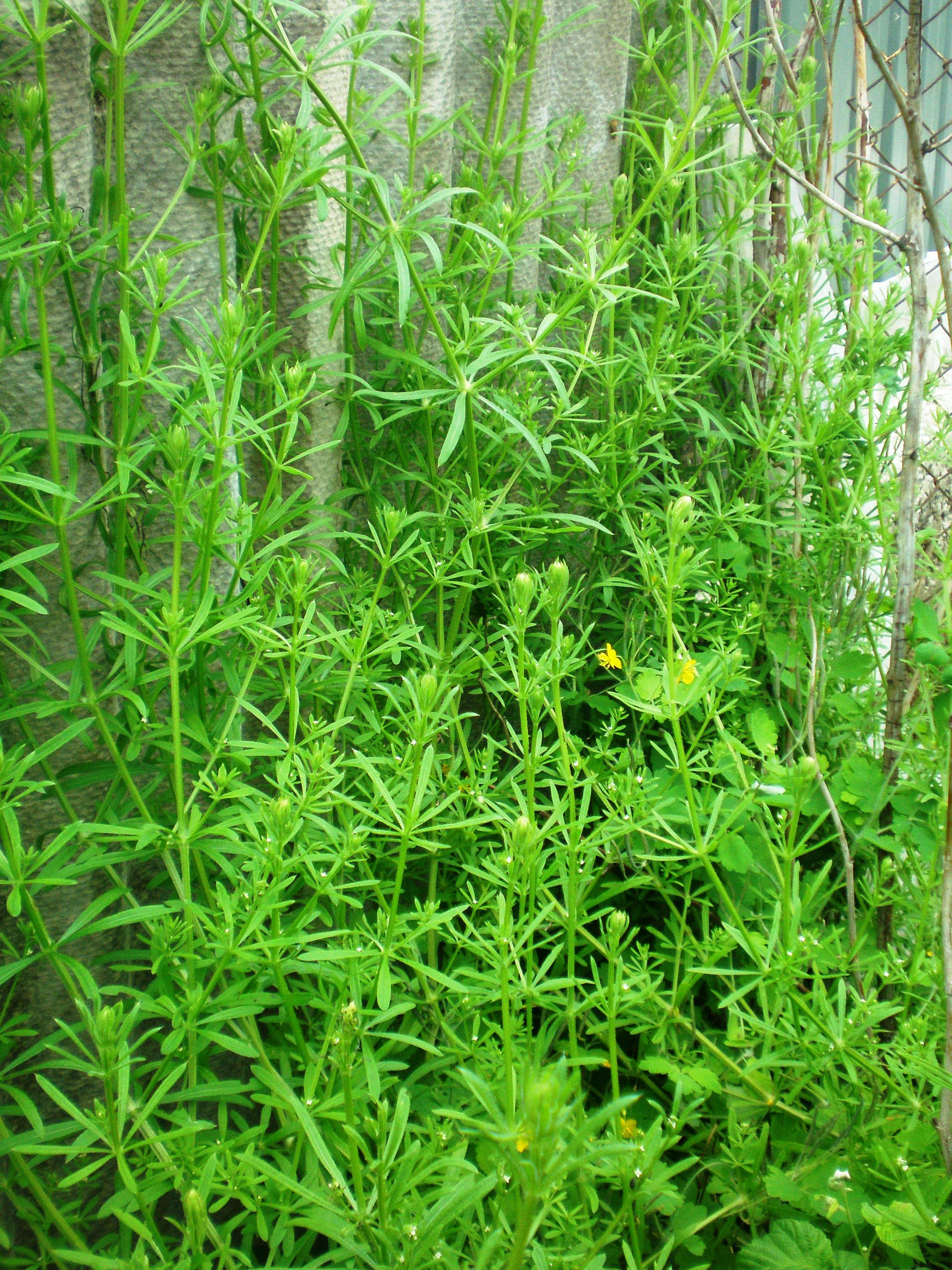
An einem Gartenzaun emporklimmend

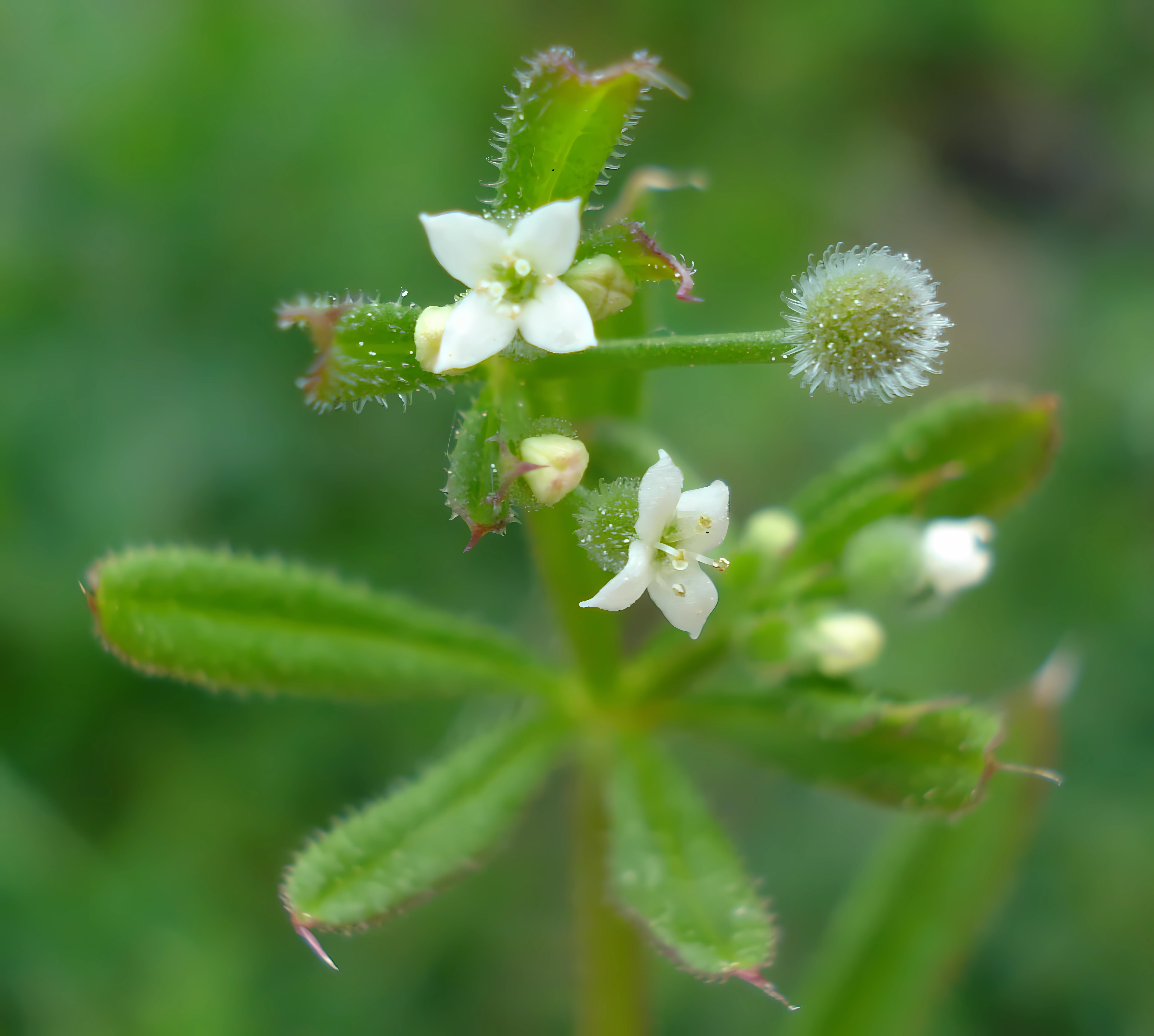
Vierzählige Blüten im Detail

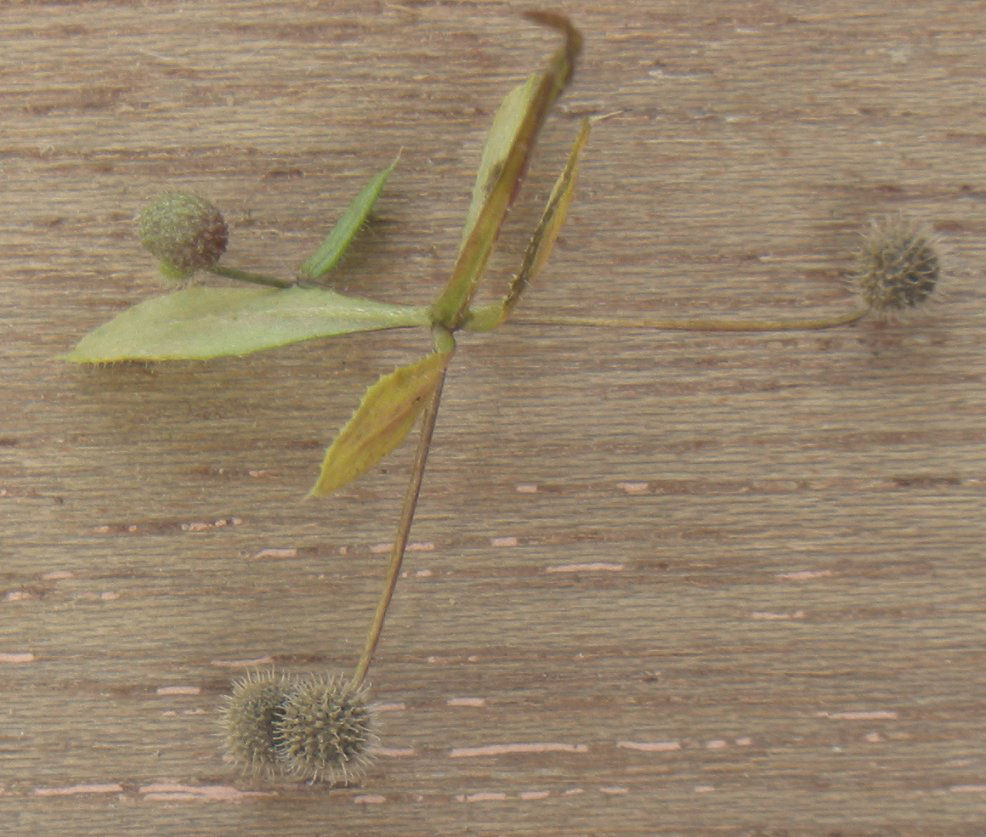
Diasporen

## Ökologie

### Wachstum
Beim Kletten-Labkraut handelt es sich um einen, zum Teil winterannuellen, Therophyten. Die Wurzelbiomasse macht nur rund 10 Prozent der Gesamtbiomasse aus. Mykorrhiza fehlt häufig.
Die Borsten an Stängel und Blättern erlauben der Pflanze das klimmende Aufsteigen entlang von Stützen, sie ist ein Spreizklimmer. Beim Berühren erzeugen sie einen klebenden Eindruck, der der Pflanze auch ihren Namen gegeben hat.
Das Kletten-Labkraut vermehrt sich ausschließlich über Samen. Die Keimung erfolgt epigäisch. Das Hypokotyl ist 2 bis 3 Zentimeter lang und glatt. Die zwei Keimblätter sind länglich-eiförmig und 9 bis 15 Millimeter lang und unterscheiden sich damit deutlich von den übrigen Blättern. Es gibt zwei Ökotypen, die sich deutlich in ihrem Wachstumsverhalten unterscheiden: einen Hecken-Ökotyp und einen Acker-Ökotyp.
Samen des Acker-Ökotyps keimen im Herbst und bilden Sämlinge mit kurzen, unter einem Zentimeter langen Internodien. An den untersten beiden Knoten bilden sie rundliche Blätter und erreichen eine Höhe von 10 bis 20 Zentimeter. In diesem ersten vegetativen Wachstumsstadium überwintern sie. Sie sind bis zu −17 °C frostresistent. Beim Hecken-Ökotyp benötigen die Samen eine Vernalisation und keimen erst im Frühjahr. Bei ihnen ist das erste Stadium stark verkürzt und reduziert. Im zweiten vegetativen Stadium werden lange Internodien (bis 10 Zentimeter) und die normalen lanzettlichen Blätter gebildet. Wenn die Stängel von ihren Stützen entfernt werden, etwa durch Wind, richten sich die niederliegenden Stängel binnen weniger Stunden an den Knoten wieder auf.
Die Dauer zwischen Keimung und Blüte wird durch die Temperatur, die Tageslänge, die Nährstoff-Verfügbarkeit und den Ökotyp bestimmt, Feuchtigkeit und Lichtverhältnisse spielen keine Rolle.
Im ersten reproduktiven Stadium werden Blüten an Seitenzweigen gebildet, während das vegetative Wachstum des Haupttriebs noch weitergeht. Im letzten Stadium bildet auch die Haupttriebspitze einen Blütenstand, beendet damit das Wachstum. Blüten werden von Mai bis in den September gebildet. Die Fruchtreife beginnt im Juni und dauert bis in den Oktober. Nach der Fruchtreife stirbt die Pflanze ab.

### Blütenökologie
Das Kletten-Labkraut pflanzt sich ausschließlich sexuell fort und ist damit ein Amphimikt. Die zwittrigen Blüten sind protandrisch, das heißt, die Staubblätter reifen vor den weiblichen Organen. Die Staubblätter werden bei der Blütenöffnung nicht zurückgebogen. Wenn die Narben reifen und die Narbenfläche zugänglich wird, berühren die Narben die Antheren. Da die Antheren zu diesem Zeitpunkt zwar schon trocken sind und den Pollen ausgestreut haben, aber immer noch etlichen Pollen beherbergen, erfolgt eine sichere Selbstbestäubung.
Selten werden die Blüten von kleinen Insekten besucht. Als Blütenbesucher wurden die Schwebfliege Syritta pipiens L., kleine Wespen, Schlupfwespen und Echte Fliegen beobachtet.

### Ausbreitung
Ein Pflanzenexemplar bildet rund 300 bis 400 Teilfrüchte. Diese sind die Ausbreitungseinheiten (Diasporen) und haften durch ihre Widerhaken sehr gut im Fell von Tieren, aber auch an Kleidung und an Schlamm. Daher sind Tiere und der Mensch die wichtigsten Ausbreiter. Es können an Tieren auch ganze fruchtende Sprossabschnitte hängenbleiben und ausgebreitet werden. Daneben wurde auch Ausbreitung im Wasser (Hydrochorie) und durch Endozoochorie durch Vieh und Vögel beobachtet. Auch Windausbreitung (Anemochorie) als Bodenroller (Chamaechorie) kommt vor.

### Herbivoren und Krankheiten

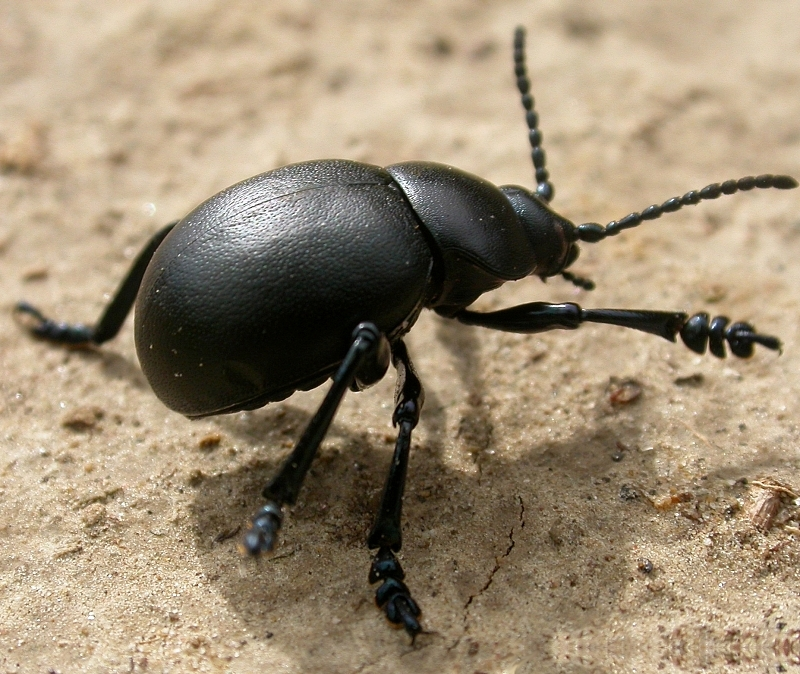
Der Tatzenkäfer (Timarcha tenebricosa) lebt monophag vom Kletten-Labkraut.

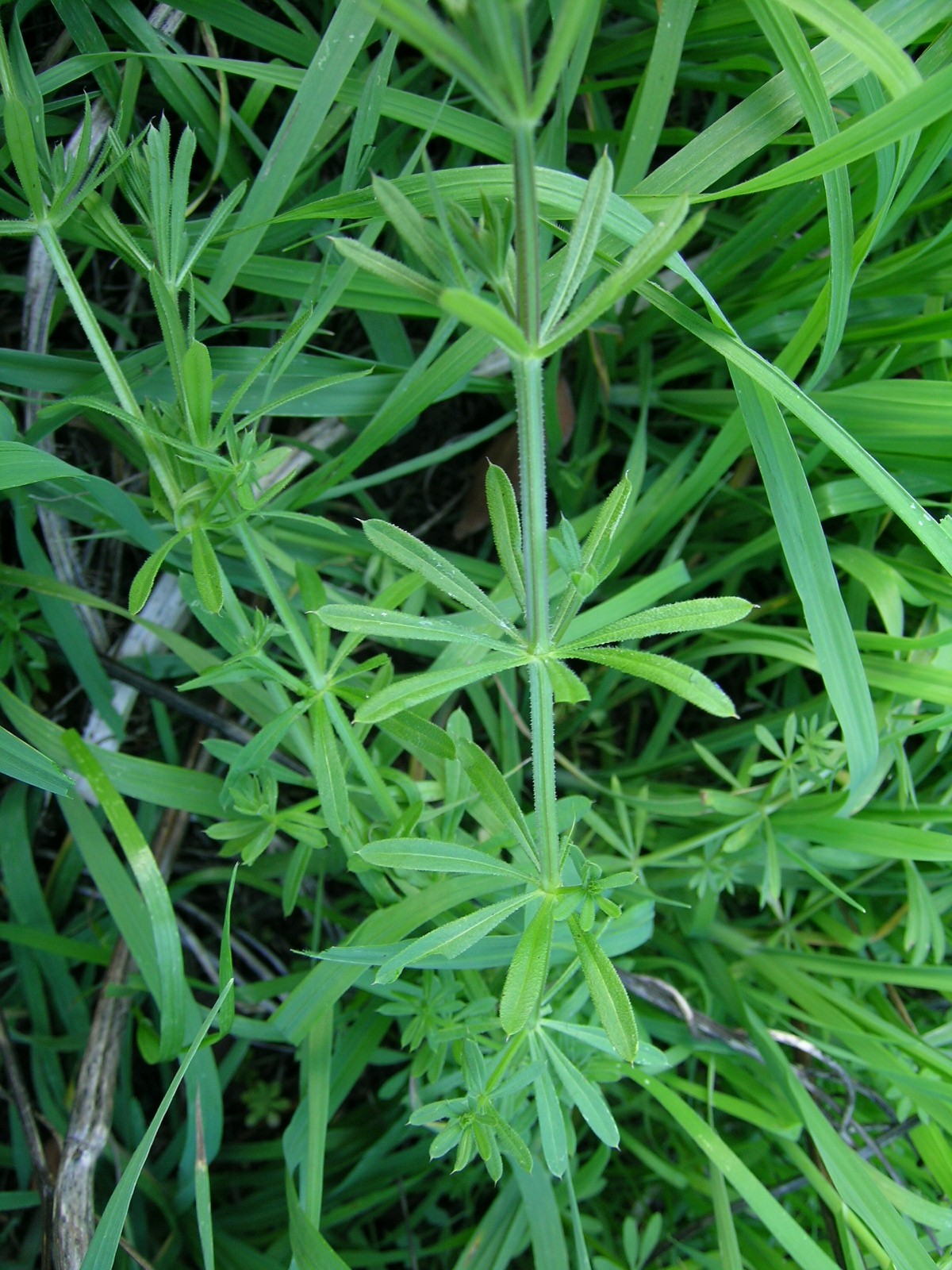
Stängel mit Blattwirteln

Das Kletten-Labkraut ist Futterpflanze für mindestens 40 Insektenarten, von denen folgende sich ausschließlich von dieser Art ernähren, also monophag sind: Sminthurus viridis (Springschwänze); Tatzenkäfer (Timarcha tenebricosa) (Blattkäfer); Dasineura aparines, Dasineura galiicola, Liriomyza morio, Paraphytomyza anteposita, Paraphytomyza orphana (Zweiflügler).
Neben dem Mehltau Peronospora aparines wird das Kletten-Labkraut auch von den Pilzen Erysiphe galii (Leotiomycetes), Leptosphaeria galiorum und Leptosphaeria scitula (Pleosporales), Puccinia difformis und Puccinia punctata (Uredinales) und Phomopsis elliptica (Hyphomycetes) befallen.

## Vorkommen

### Areal
Das Verbreitungsgebiet des Kletten-Labkrauts umfasst Makaronesien und die gemäßigten Zonen Eurasiens. Es ist fast weltweit ein Neophyt.
Das Kletten-Labkraut ist in fast ganz Europa verbreitet und häufig anzutreffen. In Norwegen kommt es bis 70° nördlicher Breite vor, ansonsten fehlt es nördlich des Polarkreises. Im Westen reicht es bis zu den Azoren, im Osten reicht es über den Ural nach West- und Südsibirien. Es kommt auch im Nordkaukasus, in den küstennahen Gebieten Kleinasiens und des Mittelmeerraumes sowie in Nordwestafrika (Atlasgebirge) vor. Das Verbreitungsgebiet ist somit eurasisch-subozeanisch. In Nordamerika wurde es eingeschleppt und kommt im Osten der USA zwischen 30 und 48° Nord sowie an der Westküste von Kalifornien bis Alaska vor.

### Standorte
Das Kletten-Labkraut wächst besonders an Stellen mit guter Stickstoff- und Phosphat-Verfügbarkeit. Es ist ein Lehmzeiger und ein ausgesprochener Stickstoffzeiger. Am häufigsten ist es auf Böden mit einem pH-Wert zwischen 5,5 und 8,0. Es wächst in Auwäldern, Äckern, Weingärten, Ruderalstellen, in Hecken und auf Flussschottern. Es kommt besonders an gestörten Standorten vor, da dort ein hohes Stickstoffangebot besteht. Es steigt bis in die montane Höhenstufe bis in Höhenlagen von meist etwa 1200 Metern. In den Allgäuer Alpen steigt sie bis zu einer Höhenlage von 1400 Metern auf.
Es ist eine Halblichtpflanze, die bei vier bis 100 Prozent des vollen Sonnenlichts wachsen kann, und ein Mäßigwärmezeiger. Bezüglich der Feuchtigkeit ist es indifferent. In Wiesen und Weiden ist es empfindlich gegen Mahd und Weide und unverträglich gegen Tritt.
Die ökologischen Zeigerwerte nach Ellenberg für Galium aparine sind: L7 = Halblichtpflanze, T6 = Mäßigwärme- bis Wärmezeiger, Fx = indifferentes Verhalten, R6 = Schwachbasen- bis Mäßigsäurezeiger, N8 = ausgesprochener Stickstoffzeiger 

### Pflanzensoziologie
Das Kletten-Labkraut ist in Mitteleuropa eine Klassencharakterart der Ruderalgesellschaften (Artemisietea vulgaris) beziehungsweise der nitrophilen Säume (Galio-Urticetea). Weiters kommt es vor in: Intensiv-Hackfrucht- und Gartenunkraut-Gesellschaften (Polygono-Chenopodietalia), in bodenfeuchten Segetal-Unkrautgesellschaften (Secalietea) und in Silberweidengehölzen (Salicion albae). Daneben kommt es auch in feuchteren Robinien-Wäldern, in ruderalen Glatthaferwiesen (Artemisia vulgaris-Arrhenatherum-Gesellschaft) und Mädesüß-Hochstaudenfluren (Filipendulion) vor.

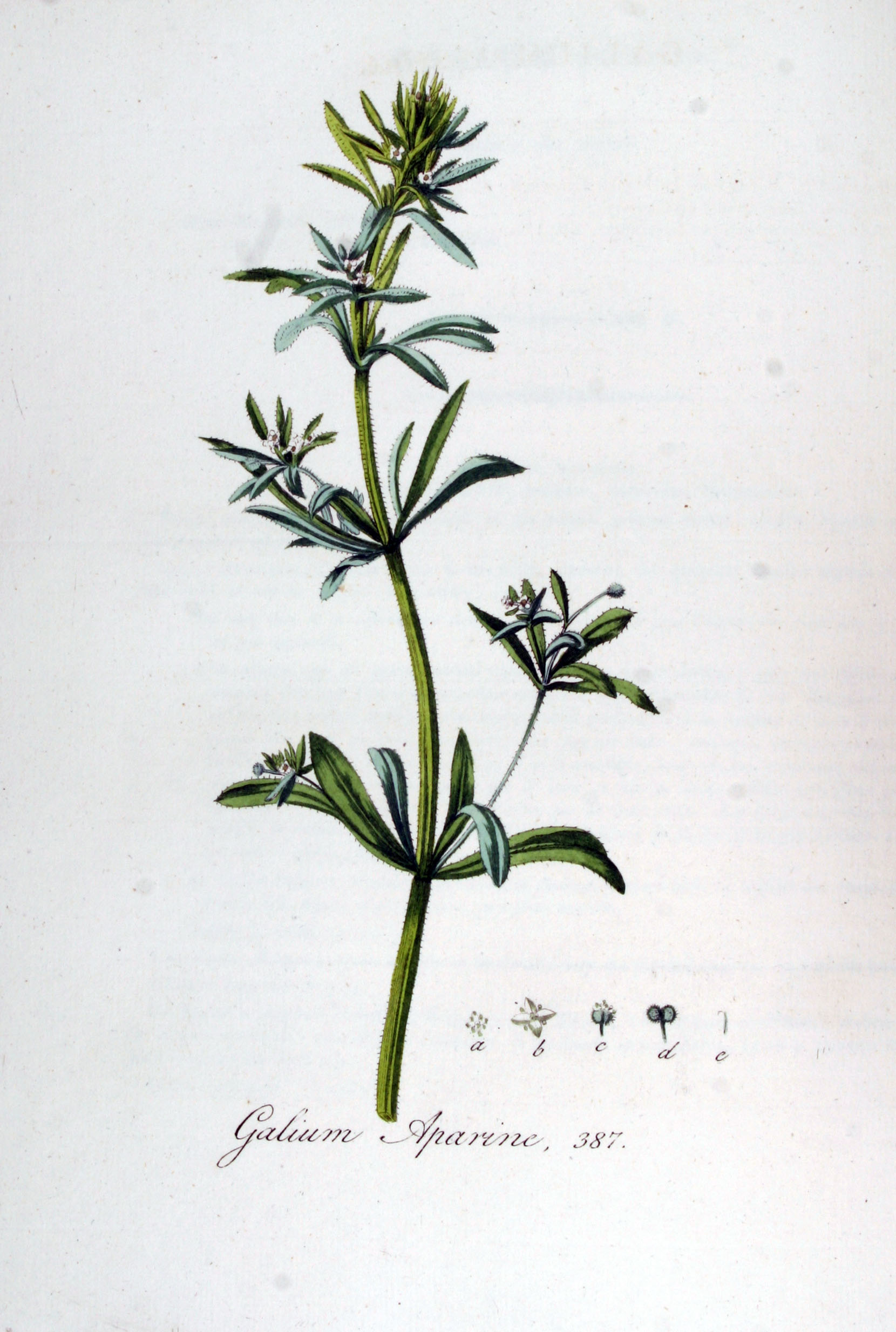
Illustration aus Flora Batava, Volume 5

## Systematik
Die Erstveröffentlichung von Galium aparine erfolgte 1753 durch Carl von Linné in Species Plantarum. Das Artepitheton aparine wurde schon von Theophrast und Plinius dem Älteren als Bezeichnung für das Kletten-Labkraut verwendet, wobei die Etymologie des Wortes unklar ist. Synonyme für Galium aparine L. sind: Aparine vulgaris Hill, Aparine hispida Moench nom. superfl., Galium lappaceum Salisb. nom. superfl., Asperula aparine (L.) Besser nom. illeg., Asterophyllum aparine (L.) Schimp. & Spenn., Asperula aparine var. aparine (L.) Nyman nom. inval., Galion aparinum (L.) St.-Lag., Rubia aparine (L.) Baill., Galium adhaerens Gilib., Galium asperum Honck. nom. illeg., Galium uliginosum Thunb. nom. illeg., Galium hispidum Willd., Galium uncinatum Gray, Galium aparine var. hirsutum Mert. & W.D.J.Koch, Galium aparine var. verum Wimm. & Grab., Galium aparine var. marinum Fr., Galium intermedium Mérat nom. illeg., Galium aparine var. minor Hook., Galium horridum Eckl. & Zeyh. nom. illeg., Galium aparine var. subglabrum Peterm., Crucianella purpurea Wulff ex Steud., Galium segetum K.Koch, Galium chilense Hook. f., Galium aparine var. microphyllum Clos, Galium chonosense Clos nom. superfl., Galium pseudoaparine Griseb., Galium parviflorum Maxim. nom. illeg., Galium aculeatissimum Kit. ex Kanitz, Galium tenerrimum Schur, Galium aparine var. fructibushispidis Franch., Galium aparine var. intermedium (Mérat) Bonnet, Galium borbonicum var. makianum Cordem., Galium aparine var. pseudoaparine (Griseb.) Speg., Galium australe Reiche nom. superfl., Galium larecajense Wernham, Galium charoides Rusby, Galium aparine var. agreste P.D.Sell, Galium aparine subsp. agreste P.D.Sell, Galium aparine f. intermedium (Mérat) R.J.Moore.
Galium aparine gehört zur Sektion Aparine in der Gattung Galium. Zusammen mit dem nahe verwandten, aber diploiden Kleinfrüchtigen Kletten-Labkraut (Galium spurium) bildet es die Artengruppe Galium aparine agg. Es sind keine Hybriden mit anderen Arten bekannt.
Innerhalb der Art Galium aparine werden die zwei im Abschnitt Wachstum beschriebenen Ökotypen unterschieden. Ferner gibt es bei einigen Autoren zwei Formen: Galium aparine f. intermedium Bonnet mit glatten Früchten sowie Galium aparine L. f. aparine, das die bereits beschriebenen stacheligen Früchte hat.

## Bedeutung

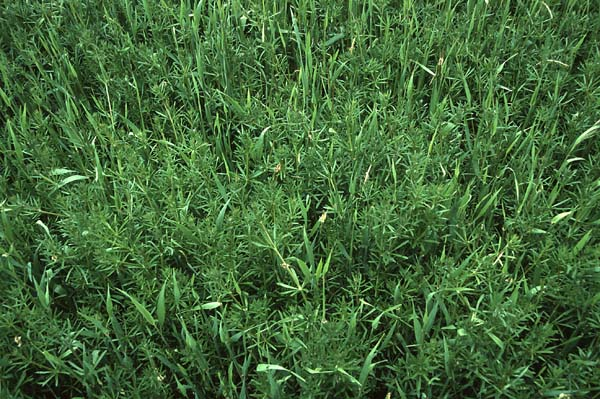
Kletten-Labkraut in einem Weizenfeld

Das Kletten-Labkraut wird als Volksarzneipflanze, als Wildgemüse und in der Homöopathie verwendet. Plinius der Ältere erwähnt es als Mittel gegen Schlangen- und Spinnenbisse, gegen Ohrenschmerzen sowie zur Blutstillung. Leonhart Fuchs nennt die gleichen Wirkungen, zusätzlich jene gegen den Kropf. In der modernen Kräuterkunde wird das ganze Kraut frisch oder getrocknet als Diuretikum, als Entzündungshemmer (Antiphlogistikum), gegen Hautkrankheiten und bei Schlaflosigkeit verwendet. Die Blätter können in Gemüsesuppen verwendet werden, aus getrockneten Blättern kann ein Tee gebraut werden und geröstete Früchte ergeben einen Kaffee-Ersatz.
Eine weitere Bedeutung hat es als Ackerunkraut. Vor allem im Winterweizen und Winterraps zählt es zu den bedeutendsten Unkräutern und kann den Ertrag um 30 bis 60 Prozent mindern. Im Gegensatz zu vielen anderen Ackerunkräutern ist das Kletten-Labkraut in Mitteleuropa seit jeher heimisch, wechselte aber von seinen natürlichen Wald-Standorten in die Äcker (Apophyt). Seit der jüngeren Steinzeit ist die Art ein Kulturbegleiter. Die Schadwirkung beruht auf der Konkurrenz um Bodenstickstoff und Licht, da das Labkraut die Getreidebestände überwuchert. Die hohe wirtschaftliche Bedeutung führt zur Definition der Schadensschwelle von nur 0,1 Pflanzen pro Quadratmeter. Gegen chemische Bekämpfung ist es relativ widerstandsfähig, selbst stark geschädigte Pflanzen regenerieren sich und bilden Samen.